# Laktoseintolerans
Laktoseintolerans eller laktoseintolerance er en mindsket egenskab til at fordøje laktose, som er det dominerende sukker i mælk. Laktoseintolerante vil ved for stort indtag af laktose opleve mavesmerter og diarré, men kan almindeligvis indtage under 12 g uden negative konsekvenser.
Laktoseintolerans bør ikke forveksles med mælkeallergi.
Visse mælkeprodukter som yoghurt og hårde oste indeholder mindre laktose end mælk, og kan tåles i større mængder.
Laktoseintolerans er enten genetisk betinget eller følger af en skade.
Nyfødte pattedyr producerer enzymet laktase i tyndtarmen, som nedbryder laktose ved hydrolyse. Der produceres mindre laktase efter afvænning og ændring til en mere voksen kost. I store dele af verden synker laktaseværdierne hos børn fra 2- til 8-års-alderen. Hos teenagere og unge voksne er produktionen reduceret til 1/10 af spædbarnsniveauet. Værdien holder sig så stabil resten af livet.
Studier har vist at tarmflora kan optrænes til at nedbryde laktose mere effektivt ved indtagelse af små mængder mælk over få uger, hvilket leder til større tolerance. 

## Geografisk fordeling
I mange områder i verden drikker voksne lidet mælk. I USA regner man med at mælk giver fordøjelsesproblemer hos 50% af alle af spansk herkomst og mindst 75% af alle af afrikansk, asiatisk og indfødt amerikansk herkomst.
Laktaseniveauet holder sig typisk højt for befolkningsgrupper som tidligere har haft begrænset mulighed for at dyrke jord på grund af klima eller andre årsager og som dermed har været afhængig af mælk fra dyr for at overleve. I Skandinavien ligger andelen med laktoseintolerans på ca 5%, i Centraleuropa stiger den til ca 15% og er på over 50% i Sydeuropa. Den er på 70–90% i Afrika (undtagen for mange nomadegrupper), 80% i Centralasien, 90% i Østasien, 30% i Nordindien, 70% i Sydindien og 65% i Sydamerika.

## Diagnosticering
Den mest brugte metode til diagnosticering af laktoseintolerans indebærer at patienten gives en opløsning af laktose (12-24 g) efter at have fastet i cirka 12 timer; udåndingsluften måles da regelmæssigt i 3-8 timer fremefter. En vis stigning i hydrogenindholdet vil da tolkes som indikerende manglende fordøjelse af laktose. For børn benyttes en pH-måling af afføring, men denne metode er upålidelig og bruges kun sammen med andre metoder.

## Genetisk baggrund
LCT-genet, der koder for laktaseenzymet, findes på kromosom-par nr. 2. Flere DNA-regioner (promoter, enhancers og silencers) omkring LCT-genet deltager i at styre aktiviteten af genet. En af disse regulerende DNA-regioner er genet MCM6, som findes ca. 13000 basepar fra LCT-genet. MCM6 koder for et regulatorisk protein, som er med til at starte transskriptionen af LCT-genet.
5 forskellige enkeltnukleotidvarianter i MCM6-genet er blevet associeret med fortsat laktaseproduktion livet gennem, eller laktasepersistens. Denne egenskab nedarves tilsyneladende autosomalt dominant.
Eksempelvis har et enkelt nukleotid i MCM6-genet (-13910 basepar fra LCT) C/T polymorfi, dvs. individer med genotypen T-T eller C-T (heterozygote) er laktosepersistente, mens individer med genotypen C-C er fænotypisk latoseintolerante, idet de producerer mindre laktase.
Laktasepersistens er en evolutionær fordel, især i tider med fødemangel.

## Eksterne links og referencer
- Laktosetolerencetest (Mælkesukkertest). Netdoktor.dk

1. ↑  Studies on the etiology of milk intolerance in Japanese adults, Yoshida Y, Sasaki G, Goto S, Yanagiya S, Takashina K, Gastroenterol Jpn.;10(1):29-34, 1975.
2. ↑  EFSA Panel on Dietetic Products, Nutrition and Allergies: "Scientific Opinion on lactose thresholds in lactose intolerance and galactosaemia Arkiveret 23. marts 2016 hos  Wayback Machine", 2010
3. ↑  Cunningham, J.J: Contemporary Clinical Nutrition: A Conspectus, side 266, G. F. Stickley Company, 1986
4. ↑  "Purdue University: Lactose intolerance? Drink more milk" (PDF). Arkiveret fra originalen (PDF) 4. september 2006. Hentet 26. september 2012.
5. ↑  "Gene Expression: Lactose tolerance/intolerance". Arkiveret fra originalen 21. april 2007. Hentet 22. august 2010.
6. ↑  Coulston, A. M., Boushey, C., Ferruzzi, M. (2013) Nutrition in the Prevention and Treatment of Disease, tredje udgave, side 761, Academic Press.
7. ↑  "NIH Lactose Intolerance and Health Conference - Program and Abstracts". Arkiveret fra originalen 26. marts 2016. Hentet 19. marts 2016.
8. ↑  Troelsen, J. T. (2005) "Adult-type hypolactasia and regulation of lactase expression" Biochimica et Biophysica Acta 20 1723 pp 19-32
9. ↑  Mælk giver større chance for overlevelse | Videnskab.dk